# Has-a
«Has-a» в объектно-ориентированном программировании и проектировании баз данных — взаимосвязь, в которой один объект (часто называемый составляющим объектом) «принадлежит» (является частью или членом) другому объекту (называемому составным объектом) и подчиняется правилам принадлежности.
Множественные Has-a отношения образуют дерево принадлежностей — мерономию, или партономию.